# Südafrikanische Faustballnationalmannschaft
Die südafrikanische Faustballnationalmannschaft ist die Auswahl südafrikanischer Faustballspieler. Sie repräsentieren die Fistball Association of South Africa (FASA) auf internationaler Ebene bei Veranstaltungen der International Fistball Association.

## Männernationalmannschaft
2015 nahm die Nationalmannschaft zum ersten Mal an einer Weltmeisterschaft teil.

### Internationale Erfolge
Weltmeisterschaften
- 2015 in  Argentinien: 14. Platz (von 14)
- 2019 in der  Schweiz: nicht teilgenommen[1]
- 2023 in  Deutschland: nicht teilgenommen

### Aktueller Kader
Kader bei der Faustball-WM 2015 in Argentinien:
| Nr.            | Name            | Verein                        |
| Angriff        | Angriff         | Angriff                       |
| -------------- | --------------- | ----------------------------- |
| 8              | Rory Liedeman   | Kaapse Fisters FC             |
| 11             | Justin Patrick  | Kaapse Fisters FC             |
| Abwehr/Zuspiel |                 |                               |
| 7              | Andrew Reid     | North Beach Knuckledusters FC |
| 13             | Nabeel Petersen | Goldfister FC                 |
| 14             | Leif Petersen   | Goldfister FC                 |

Trainer
| Name           | Funktion   |
| -------------- | ---------- |
| Leif Petersen  | Trainer    |
| Justin Patrick | Co-Trainer |

### Länderspiele
Aufgelistet sind alle Spiele, die die Faustballnationalmannschaft Südafrikas in seiner bisherigen Zeit bestritt.
| Datum         | Ergebnis | Gegner     | Austragungsort         | Anlass                           | Bemerkungen       |
| ------------- | -------- | ---------- | ---------------------- | -------------------------------- | ----------------- |
| 15. Nov. 2015 | 1:3      | Pakistan   | Embalse                | Faustball-Weltmeisterschaft 2015 |                   |
| 15. Nov. 2015 | 0:3      | Kolumbien  | Embalse                | Faustball-Weltmeisterschaft 2015 |                   |
| 15. Nov. 2015 | 0:3      | Australien | Embalse                | Faustball-Weltmeisterschaft 2015 |                   |
| 16. Nov. 2015 | 1:3      | Pakistan   | Embalse                | Faustball-Weltmeisterschaft 2015 |                   |
| 16. Nov. 2015 | 0:3      | Kolumbien  | Embalse                | Faustball-Weltmeisterschaft 2015 |                   |
| 16. Nov. 2015 | 0:3      | Australien | Embalse                | Faustball-Weltmeisterschaft 2015 |                   |
| 17. Nov. 2015 | 0:3      | Schweiz    | Villa General Belgrano | Faustball-Weltmeisterschaft 2015 |                   |
| 17. Nov. 2015 | 0:3      | Tschechien | Villa General Belgrano | Faustball-Weltmeisterschaft 2015 |                   |
| 21. Nov. 2015 | 0:2      | Australien | Villa General Belgrano | Faustball-Weltmeisterschaft 2015 | Spiel um Platz 13 |
| 2. Juli 2016  |          | Namibia    | Windhoek               | Freundschaftsspiel               |                   |